# მ
მ（グルジア語: მანი、/manɪ/）は、現行のグルジア文字の12番目の文字（正書法改正前は13番目）である。

## 使用
ジョージア語では両唇鼻音[m]を表す。記数法では数値40を表す。
ジョージア国内のラズ語でも使用されている。トルコ国内で使用されているラズ語ラテン・アルファベットの「M」に対応する。アブハズ語（1937年から1954年まで）およびオセット語（1938年から1954年まで） のグルジア文字表記法でも使用されていたが、現在はキリル文字が主に使われ、「М」と記される。
ジョージア語のラテン文字化では「M」と記す。グルジア語の点字では記号⠍（U + 280D）となる。

## 字形
| アソムタヴルリ | ヌスフリ | ムヘドルリ | ムタヴルリ |
| -------------- | -------- | ---------- | ---------- |
|                |          |            |            |

## 符号位置
| 文字 | Unicode | JIS X 0213 | 文字参照          | 備考           |
| ---- | ------- | ---------- | ----------------- | -------------- |
| Ⴋ    | U+10AB  | -          | &#x10AB; &#4267;  | アソムタヴルリ |
| ⴋ    | U+2D0B  | -          | &#x2D0B; &#11531; | ヌスフリ       |
| Მ    | U+1C9B  | -          | &#x1C9B; &#7323;  | ムタヴルリ     |
| მ    | U+10DB  | -          | &#x10DB; &#4315;  | ムヘドルリ     |